# هوبیر مصطفی
هوبیر مصطفی (عربی: هوبير مصطفى؛ زادهٔ ۲۳ سپتامبر ۱۹۹۳) یک بازیکن فوتبال اهل عراق است.

## باشگاهی
از باشگاه‌هایی که در آن بازی کرده‌است می‌توان به باشگاه فوتبال ام‌وی‌وی ماستریخت اشاره کرد.

## تیم ملی
وی همچنین در تیم‌های ملی فوتبال زیر ۲۳ سال عراق و بزرگسالان عراق بازی کرده است.